# لخ دیبلیک
لخ دیبلیک (لهستانی: Lech Dyblik؛ زادهٔ ۳۰ اوت ۱۹۵۶) بازیگر، موسیقی‌دان و خواننده اهل لهستان است. وی دانش‌آموختهٔ آکادمی ملی هنرهای نمایشی آ.س.ت. در کراکوف است.
از فیلم‌ها یا مجموعه‌های تلویزیونی که وی در آن‌ها نقش داشته‌است، می‌توان به کیلر، همه چیز درست خواهد شد، خرده‌دهقانان، گوش آقای رئیس، ناقوس جنگ، خیوکا، سیل، سرهنگ کفیاتکوفسکی، سال‌های شیرین، جنگ و صلح، با آتش و شمشیر (فیلم)، با آتش و شمشیر (مجموعه تلویزیونی)، دوران افتخار، پدر متیو، پرستار کودک، در خیابان سپولنی، خانه کشیش، طایفه، جهان به روایت خانواده کیپسکی، عشق اول، ۸۰ میلیون، عواقب، اداره ترافیک، فرشته نیرومند، وُلین، جادوگر، انتقام، یولیا به خانه برمی‌گردد، بیگانه، عروسی، عشق تابستانی، خانه تاریک و پان تادئوش اشاره نمود.